# 蔡家岗街道 (淮南市)
蔡家岗街道，是中华人民共和国安徽省淮南市谢家集区下辖的一个乡镇级行政单位。

## 行政区划
蔡家岗街道下辖以下地区：
新华社区、振兴社区、花溪社区和新中社区。